# Arondismentul Istres
Arondismentul Istres (în franceză Arrondissement d'Istres) este un arondisment din departamentul Bouches-du-Rhône, regiunea Provence-Alpes-Côte d'Azur, Franța.

## Subdiviziuni

### Cantoane
- Cantonul Berre-l'Étang
- Cantonul Châteauneuf-Côte-Bleue
- Cantonul Istres-Nord
- Cantonul Istres-Sud
- Cantonul Marignane
- Cantonul Martigues-Est
- Cantonul Martigues-Ouest
- Cantonul Vitrolles

### Comune
| 1. Berre-l'Étang (13014)     | 2. Carry-le-Rouet (13021)   | 3. Châteauneuf-les-Martigues (13026) | 4. Ensuès-la-Redonne (13033) |
| 5. Fos-sur-Mer (13039)       | 6. Gignac-la-Nerthe (13043) | 7. Istres (13047)                    | 8. Marignane (13054)         |
| 9. Martigues (13056)         | 10. Miramas (13063)         | 11. Port-de-Bouc (13077)             | 12. Rognac (13081)           |
| 13. Le Rove (13088)          | 14. Saint-Chamas (13092)    | 15. Saint-Mitre-les-Remparts (13098) | 16. Saint-Victoret (13102)   |
| 17. Sausset-les-Pins (13104) | 18. Vitrolles (13117)       |                                      |                              |